# Zakia Mrisho Mohamed
Zakia Mrisho Mohamed (née le 19 février 1984) est une athlète tanzanienne, spécialiste du fond. Elle a terminé à la troisième place de l'épreuve du 3 000 m de la Finale mondiale de l'athlétisme 2005 à Monaco. Elle participe aux Jeux olympiques de Pékin en 2008 où elle termine à la douzième place du 5 000 m (demi-finale).
Ses meilleurs temps sont :
- 5 000 m : 	14:43.87 à Helsinki 	13/08/2005
- 10 000 m : 	32:41.11 à Soffiano 	29/04/2007